# E4.21

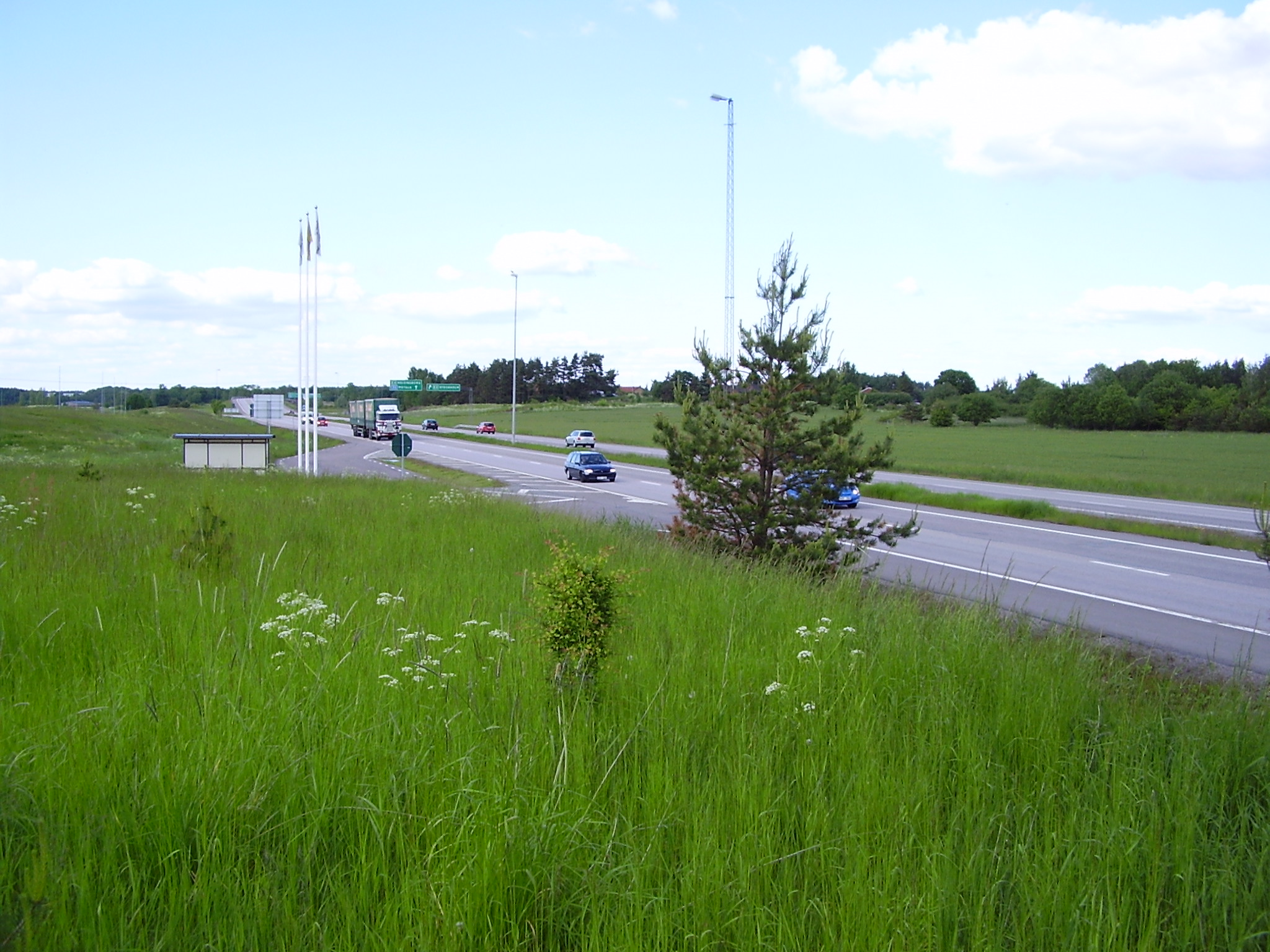
Östra motorvägsinfarten, Linköping

E4.21 är en grenväg till E4, i form av Linköpings östra infart från Europavägen och det därtill anslutande stråket in till innerstaden. Vägnumret skyltas inte, men från E4 till Kallerstadsrondellen skyltas vägen som riksväg 35. I andra riktningen säger skyltarna dock bara att man kommer till E4 genom att följa vägen (eftersom man redan är inne i Linköping, som är ändort för 35:an). I E4.21 ingår följande vägar och gator:
- Östra motorvägsinfarten, en mindre än en kilometer lång motorvägssträcka som förbinder E4 med Mörtlösarondellen
- Norrköpingsvägen (väster om Mörtlösarondellen)
- Del av Nya Tanneforsvägen
- Del av Drottninggatan (öster om Sankt Larsgatan).

Anslutningen till E4 är en trafikplats av trumpetmodell som heter trafikplats Linköping Östra, tidigare Trafikplats Staby. Trafikplatsen har avfartsnummer 113 på E4 och skyltas där Linköping Ö, Åtvidaberg och Västervik.

## Trafikplatser, cirkulationsplatser och viktigare korsningar
| Korsningsnamn                                     | Namn och nummer på korsande gator                           |
| Motorväg E4-Mörtlösarondellen                     | Motorväg E4-Mörtlösarondellen                               |
| ------------------------------------------------- | ----------------------------------------------------------- |
| Trafikplats Linköping östra (Staby)               | E4 Helsingborg, Norrköping, Stockholm                       |
| Tätortsväg Mörtlösarondellen-Linköpings innerstad |                                                             |
| Mörtlösarondellen                                 | Norrköpingsvägen (E 796)                                    |
| Kallerstadsrondellen                              | Råbergaleden (35, Y-ring) Kallerstadsleden (E 5010, Y-ring) |
|                                                   | Gumpekullavägen (E 1057) Anders Ljungstedts gata            |
| Tullrondellen                                     | Järnvägsgatan (E 5003)                                      |
|                                                   | Gamla Tanneforsvägen (E 5020) Storgatan                     |
| Drottningrondellen                                | Nya Tanneforsvägen Drottningtorget                          |
|                                                   | Hamngatan (E 687, C-ring)                                   |
|                                                   | Drottninggatan (E4.04) Sankt Larsgatan (E 5008)             |

E-vägnummer med tre eller fyra siffror är sekundära och tertiära länsvägar eller rekommenderade leder för tung trafik genom tätort (E är länsbokstav för Östergötlands län). Sådana nummer märks inte ut med skyltar.